# 山内忠義
山内 忠義（やまうち ただよし）は、江戸時代前期の大名。土佐藩の第2代藩主。山内康豊の長男で、伯父山内一豊の養嗣子。

## 生涯
文禄元年（1592年）、山内康豊の長男として遠江国掛川城に生まれた。
慶長8年（1603年）に伯父・一豊の養嗣子となり、徳川家康・徳川秀忠に拝謁し、秀忠より偏諱を与えられて忠義と名乗る。同10年（1605年）に家督相続したが、年少のため実父康豊の補佐を受けた。慶長15年（1610年）、松平姓を下賜され、従四位下、土佐守に叙任された。また、この頃に居城の河内山城の名を高知城と改めた。慶長19年（1614年）の大坂冬の陣では徳川方として参戦した。なお、この時預かり人であった毛利勝永が忠義との衆道関係を口実にして脱走し、豊臣方に加わるという珍事が起きている。慶長20年（1615年）の大坂夏の陣では、暴風雨のために渡海できず参戦はしなかった。
藩政においては、慶長17年（1612年）に法令75条を制定し、村上八兵衛を中心として元和の藩政改革を行なった。寛永8年（1631年）からは野中兼山を登用して寛永の藩政改革を行ない、兼山主導の下で用水路建設や港湾整備、郷士の取立てや新田開発、村役人制度の制定や産業奨励、専売制実施による財政改革から伊予宇和島藩との国境問題解決などを行なって、藩政の基礎を固めた。改革の効果は大きかったが、兼山の功績を嫉む一派による讒言と領民への賦役が過重であった事から反発を買い、明暦2年（1656年）7月3日に忠義が隠居すると、兼山は後盾を失って失脚した。
寛文4年（1665年）11月24日、死去。享年73。墓所は国史跡の土佐藩主山内家墓所（高知県高知市筆山町）で公益財団法人土佐山内記念財団が管理団体となっている。山内家墓所の北側（高知市天神町）には筆頭菩提寺の真如寺が位置する。

## 系譜
子女は5男4女
- 父：山内康豊（1549-1625）
- 母：長井利直の娘 - 水野氏とも
- 養父：山内一豊（1545/46-1605）
- 正室：阿姫（1595-1632） - 光照院、徳川家康養女、久松松平定勝の次女
  - 長男：山内忠豊（1609-1669）
  - 長女：喜与（1611-1685） - 松下長綱正室
  - 次男：山内忠直（1613-1667）
- 継室：櫛笥隆致の娘
- 側室：寿性院（?-1661） - 三之丸様
  - 次女：佐与姫（1633-1676） - 山内信勝（乾和三の孫）室
- 側室：白石氏
  - 三男：山内但馬（1634-1635）
- 側室：融性院（?-1689） - 山川氏
  - 四女：志計（1635-1696） - 久留島通清継室
  - 四男：山内一安（1636-1660）
- 側室：照應院（?-1682）
  - 五男：山内之豊（1637-1691）
- 生母不明の子女
  - 三女：梅（1634-1657） - 大宮季光室、のち仏光寺堯道室

## 演じた俳優
- 柳生十兵衛 （1978年、12CH） - 細川俊夫
- 大河ドラマ「功名が辻」（2006年、NHK） - 十川史也（幼少期：照井宙斗）